# Blackstar (canção)
"Blackstar", é uma canção do músico de rock inglês David Bowie. Foi lançada como o primeiro single de seu vigésimo quinto e último álbum de estúdio de mesmo nome em 19 de Novembro de 2015. "Blackstar" chegou ao número 61 no UK Singles Chart, número 70 na Parada de Singles francesa e número 78 no Billboard Hot 100.

## Produção
A canção tinha originalmente mais de onze minutos, mas depois de saber que o iTunes não posta singles com mais de dez minutos de duração, Bowie e Visconti editaram a canção para 9:57, se tornando a segunda canção mais longa de Bowie atrás de "Station to Station". Bowie não queria confundir os ouvintes ao lançar diferentes versões como single e álbum.

## Lançamento
"Blackstar" foi lançada em 19 de novembro de 2015 como download digital. Além de seu lançamento no álbum do mesmo nome, a faixa foi usada como a música de abertura para a série de televisão The Last Panthers.

## Vídeo
O videoclipe de "Blackstar" é um curta surrealista de dez minutos dirigido por Johan Renck (o diretor de The Last Panthers, o show para o qual a música foi composta). Descreve uma mulher com uma cauda que descobre um astronauta morto e que leva seu crânio incrustado de joias para uma cidade antiga, de outro mundo. Os ossos do astronauta flutuam em direção a um eclipse, enquanto um círculo de mulheres realiza um ritual com o crânio no centro da cidade.
O vídeo foi filmado em Setembro de 2015 em um estúdio no Brooklyn. O processo de filmagem foi altamente colaborativo, com Bowie fazendo muitas sugestões e enviando desenhos para Renck de ideias que ele queria incorporar. Enquanto ambos concordaram em deixar o vídeo aberto à interpretação (Renck se recusou a confirmar ou negar se o astronauta no vídeo era o Major Tom), Renck ofereceu vários detalhes sobre seu significado. Foi Bowie que pediu que a mulher tivesse uma cauda, sua única explicação era que "é meio sexual". Renck especulou que Bowie pode ter contemplado sua própria mortalidade e relevância para a história ao desenvolver o vídeo, mas disse que os espantalhos crucificados não foram concebidos como um símbolo messiânico. Renck também afirmou que Bowie retrata três personagens distintos no vídeo: o introvertido, atormentado e cego "Button Eyes"; O "trapaceiro estravangante" no meio da canção; E o "homem sacerdote" segurando o livro com o símbolo "★" em relevo. O saxofonista Donny McCaslin disse que Bowie lhe havia dito que a "vela solitária" do vídeo se referia ao ISIS, mas um porta-voz de Bowie negou que a música fosse sobre a situação no Oriente Médio.
A coreografia, notadamente dos três dançarinos apresentados em uma sequência em um sótão, foi extraída de outros meios de comunicação, incluindo desenhos do marinheiro Popeye. "[Bowie] me enviou este clip antigo do Popeye no YouTube e disse: 'Olhe para esses caras.' Quando um personagem não está ativo, quando eles estão inativos nestes desenhos animados, eles são meio que formados por esses dois ou três frames que estão em loop, então parece que eles estão apenas de pé lá, balançando. É típico naquela época de animação e stop-motion, você faria isso para criar vida em algo que estava inanimado. Então queríamos ver se nós poderíamos fazer algo como isso na forma de dança, tivemos que fazer isso." A dançarina na sequência do sótão também executa um movimento existente no videoclipe da música "Fashion".
O vídeo ganhou o prêmio de Melhor Direção de Arte no MTV Video Music Awards de 2016.

## Recepção
Ryan Dombal, da Pitchfork, elogiou a música, rotulando-a como "Melhor Música Nova". Dombal também descreveu a música como "maravilhosamente estranha e expansiva" e notou que está "mais perto das fantasias alimentadas com cocaína de Station To Station do que quase qualquer coisa que ele [Bowie] fez desde então". Pitchfork Media nomeou "Blackstar" o 11º melhor videoclipe de 2015. Simon Critchley comentou sobre a conexão de Bowie com Elvis Presley, referindo-se à letra da canção de Presley "Black Star" como uma pista.

## Faixas
| Digital download |             |         |  |
| N.º              | Título      | Duração |  |
| 1.               | "Blackstar" | 9:57    |  |

## Equipe
Músicos
- David Bowie - vocais, guitarra acústica, mixagem, produção, arranjos de cordas
- Tim Lefebvre - baixo
- Mark Guiliana - bateria, percussão
- Donny McCaslin - flauta, saxofone, sopros
- Ben Monder - violão
- Jason Lindner - piano, órgão, teclados

## Paradas de Sucessos
| Chart (2015–16)                                         | Peak position |
| ------------------------------------------------------- | ------------- |
| Áustria (Ö3 Austria Top 40)                             | 69            |
| Bélgica (Ultratip Flanders)                             | 84            |
| Bélgica (Ultratip Wallonia)                             | 37            |
| Canadá (Canadian Hot 100)                               | 53            |
| França (SNEP)                                           | 45            |
| Alemanha (Official German Charts)                       | 97            |
| Hungria (Single Top 40)                                 | 16            |
| Irlanda (IRMA)                                          | 62            |
| Itália (FIMI)                                           | 31            |
| Japão (Japan Hot 100)                                   | 55            |
| Holanda (Single Top 100)                                | 44            |
| Suécia (Sverigetopplistan)                              | 50            |
| Suíça (Swiss Hitparade)                                 | 20            |
| Reino Unido (UK Singles Chart)                          | 61            |
| Estados Unidos Billboard Hot 100                        | 78            |
| Estados Unidos (Billboard Hot Rock & Alternative Songs) | 13            |